# Strobilomyces strobilaceus
Bolet pomme de pin
Espèce
Statut de conservation UICN

 LC  : Préoccupation mineure
Strobilomyces strobilaceus, le Bolet pomme de pin, est une espèce de champignons basidiomycètes du genre Strobilomyces et de la famille des Boletaceae.

## Taxonomie
Le nom correct complet (avec auteur) de ce taxon est Strobilomyces strobilaceus (Scop.) Berk.. 
L'espèce a été initialement classée dans le genre Boletus sous le basionyme Boletus strobilaceus Scop..

### Synonymes
Strobilomyces strobilaceus a pour synonymes :
- Boletus cinereus Pers.
- Boletus floccipes Spreng.
- Boletus floccopus Fr.
- Boletus floccopus Pers., 1796
- Boletus floccopus Vahl
- Boletus squarrosus subsp. strobilinus (Dicks.) Pers.
- Boletus strobilaceus Fr.
- Boletus strobilaceus Scop.
- Boletus strobiliformis Dicks.
- Boletus strobiliformis Vill.
- Boletus strobilinus Dicks.
- Eriocorys strobilacea var. floccopus (Vahl) Quél.
- Eriocorys strobilacea (Scop.) Quél.
- Strobilomyces floccopus (Vahl) P.Karst.
- Strobilomyces squarrosus var. floccopus (Vahl) Gillot & Lucand
- Strobilomyces strobilaceus subsp. floccopus (Vahl) P.Karst.
- Strobilomyces strobiliformis Beck
- Suillus cinereus (Pers.) Poiret

### Phylogénie
Un moment nommé Strobilomyces floccopus (floconneux), ce champignon a retrouvé son curieux nom binomial d'origine, bien connu de tous les mycologues : Strobilomyces strobilaceus, qui se traduit littéralement par « champignon pomme de pin en forme de pomme de pin ».

### Noms vulgaires et vernaculaires
Ce taxon porte en français les noms vernaculaires ou normalisés suivants : Bolet pomme de pin,,, bolet à pied flocconeux.

## Description du sporophore
Les bolets sont des champignons dont l'hyménophore, constitué de tubes et terminés par des pores, se sépare facilement de la chair du chapeau. Ce chapeau d'abord rond, recouvert d'une cuticule, devient convexe à mesure qu’il vieillit. Ils ont un pied (stipe) central assez épais et une chair compacte. Les caractéristiques morphologiques de Strobilomyces strobilaceus, le Bolet pomme de pin, sont les suivantes :
Son chapeau mesure de 4 à 10 cm, hémisphérique puis très longtemps convexe avant de s'aplatir, brun-gris foncé (bistre), portant de grandes écailles molles séparées par des sillons.
L'hyménophore présentes des tubes amples, couverts d'un voile au tout début, décurrents et formant une dépression autour du pied. Les pores sont grisâtres, se tachant de rose à l'air et au toucher puis de brun avec la sporée, noirâtre.
Son stipe mesure de 8 à 12 cm, de la couleur du chapeau, floconneux, portant un anneau plus ou moins visible.
La chair est épaisse, molle et spongieuse, blanchâtre rosissant puis noircissant à l'air ; elle dessèche et met plusieurs semaines à pourrir. Son odeur est indéfinissable et sa saveur est légère, de noix.

### Caractéristiques microscopiques
Ses spores mesurent 10 à 13,5 µm x 8,5 à 11 µm.

## Galerie

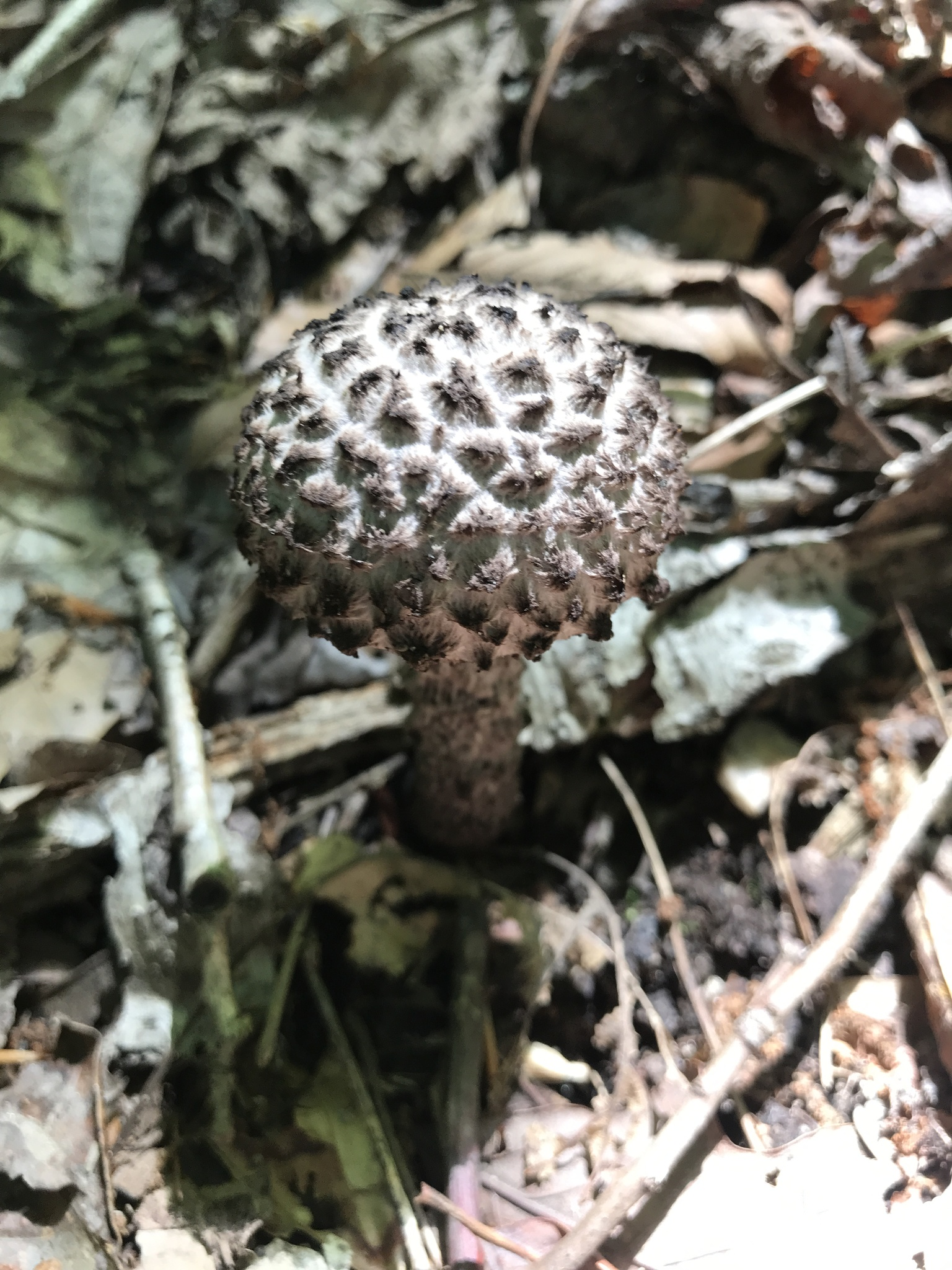
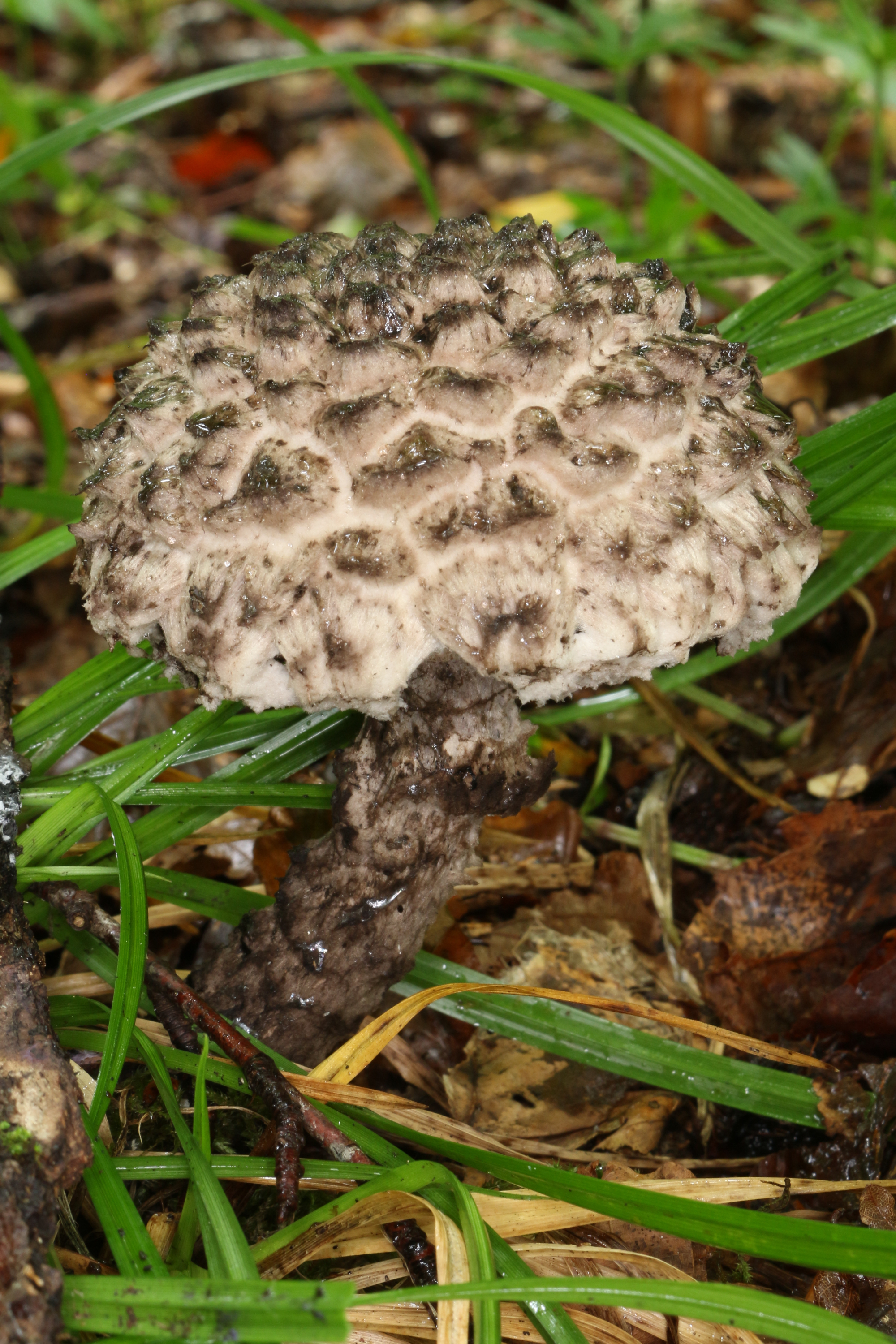
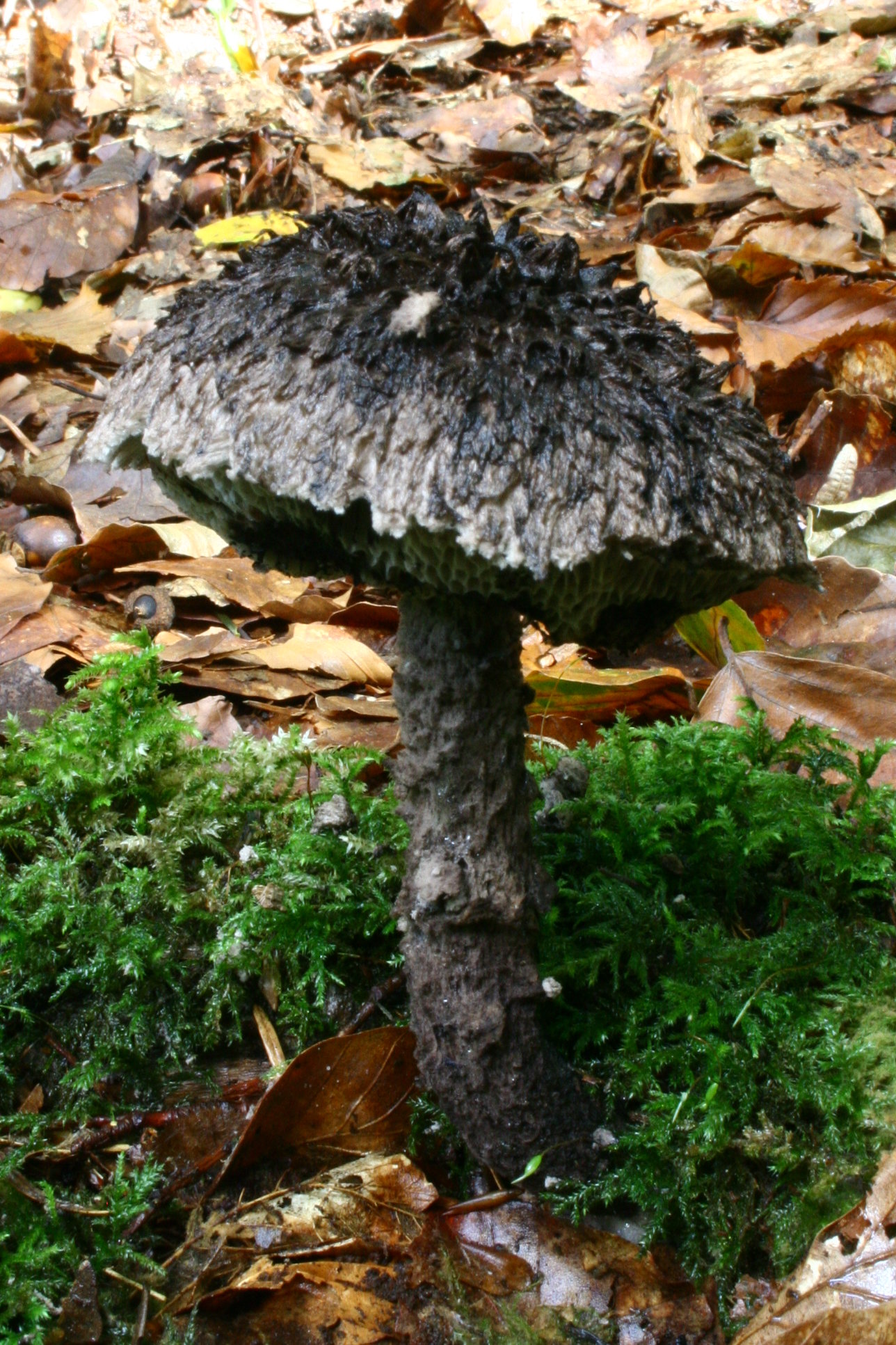
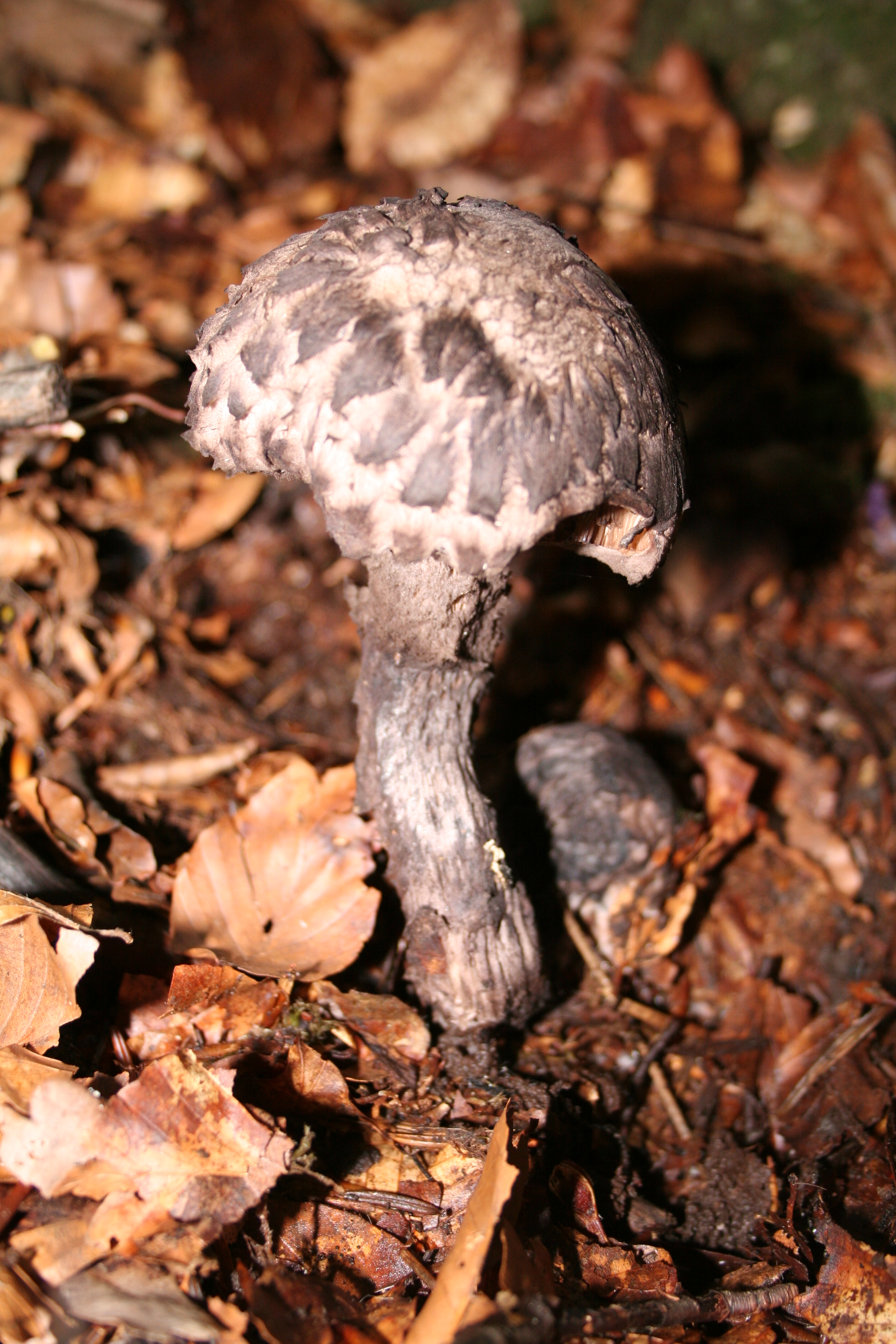
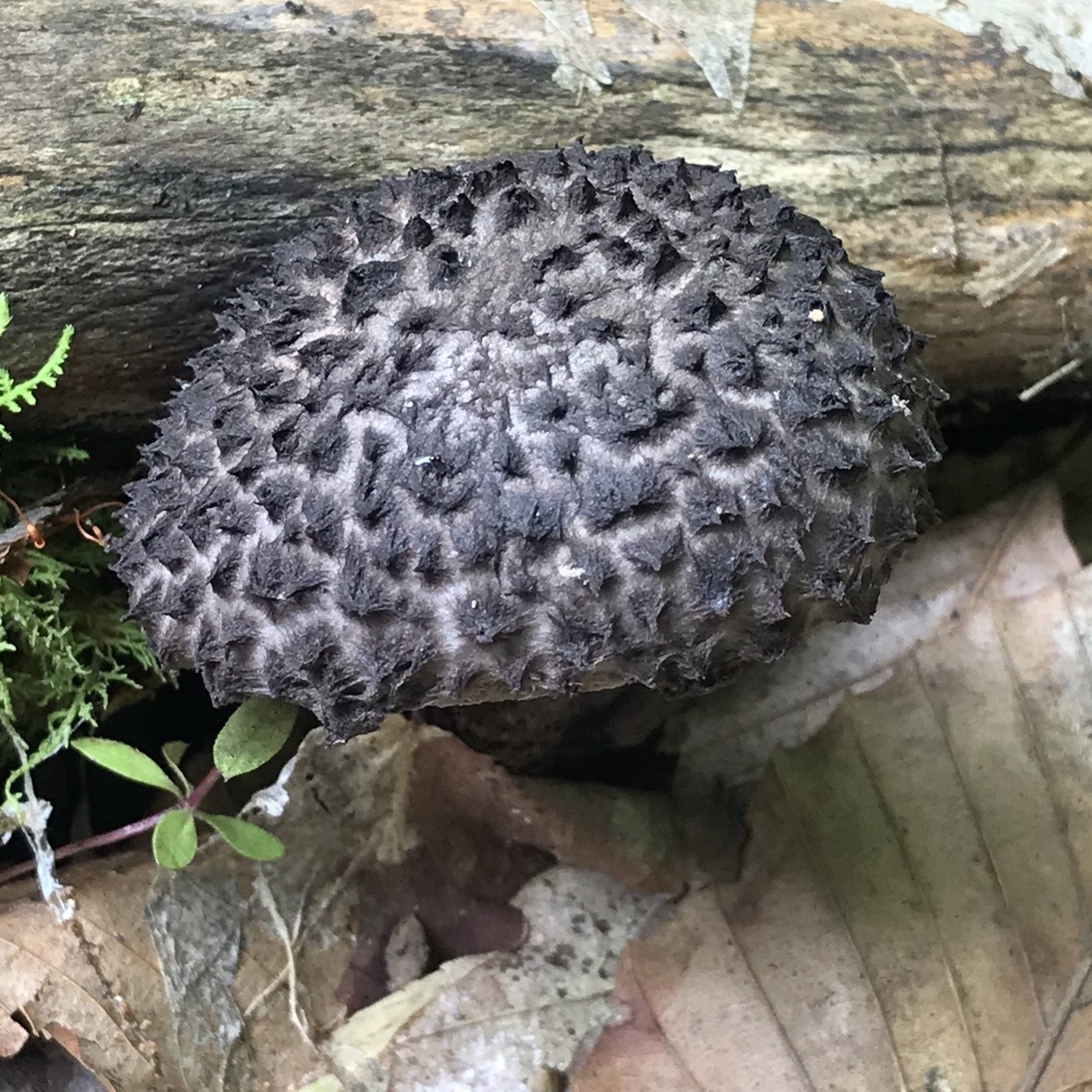
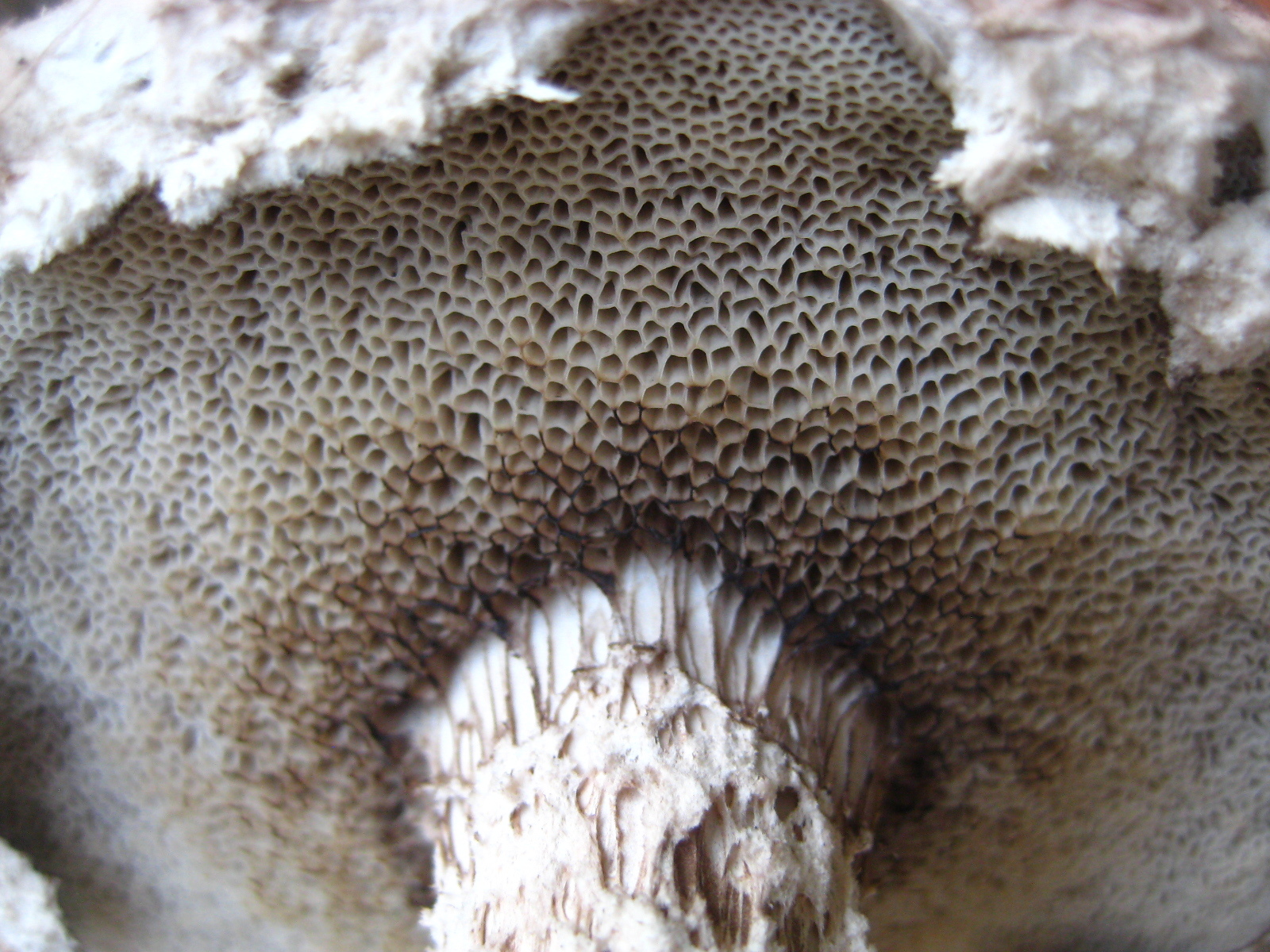
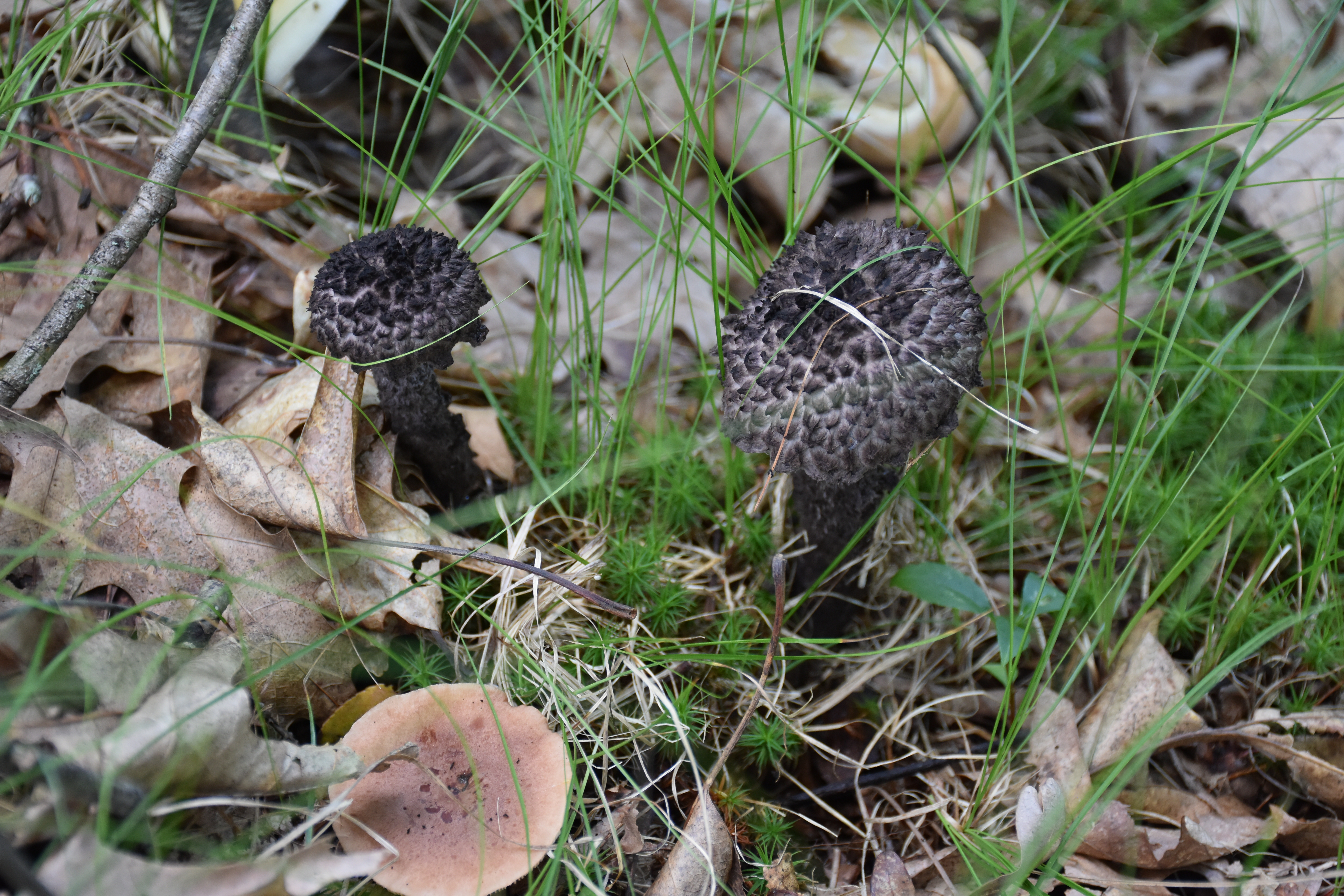
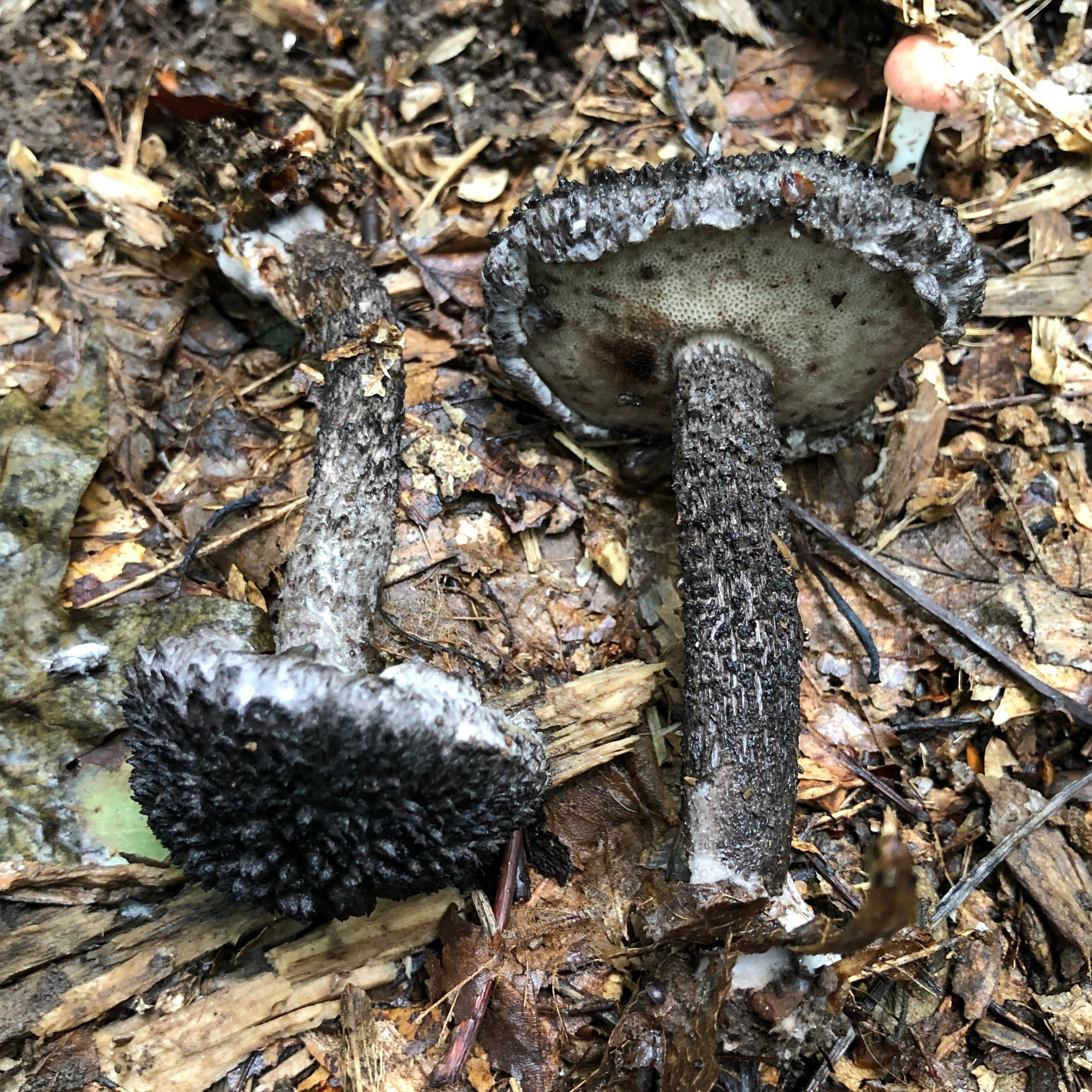
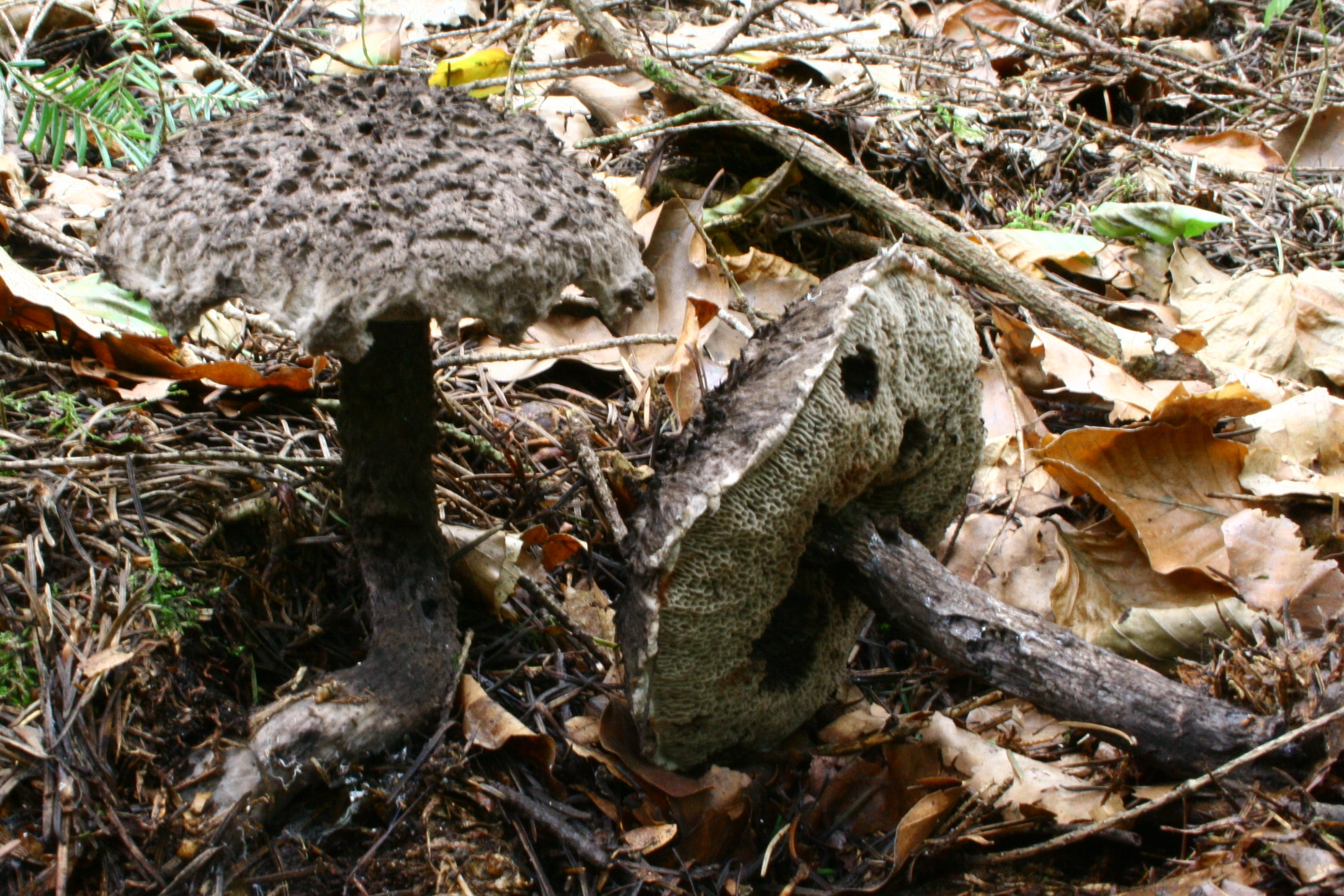
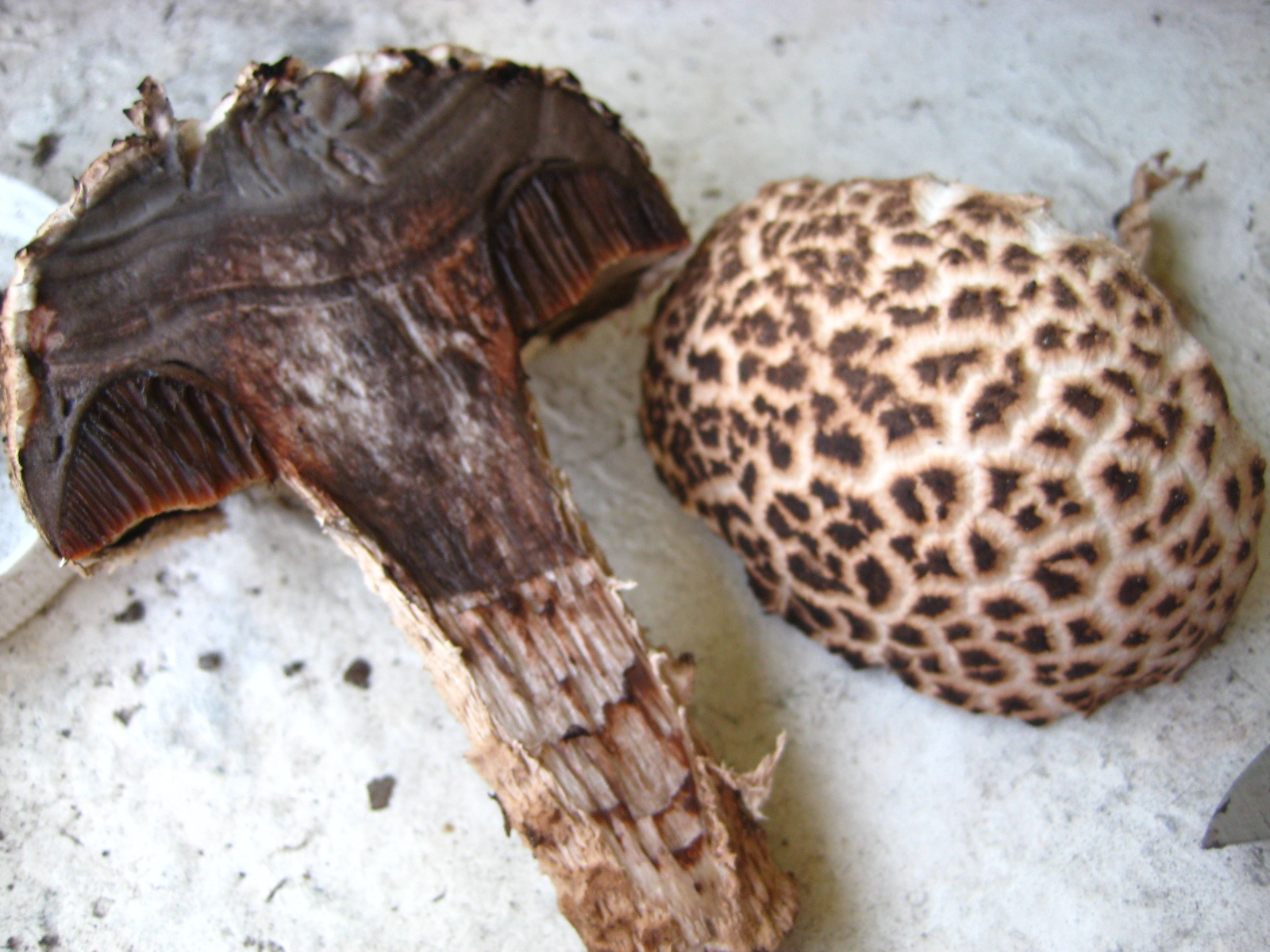
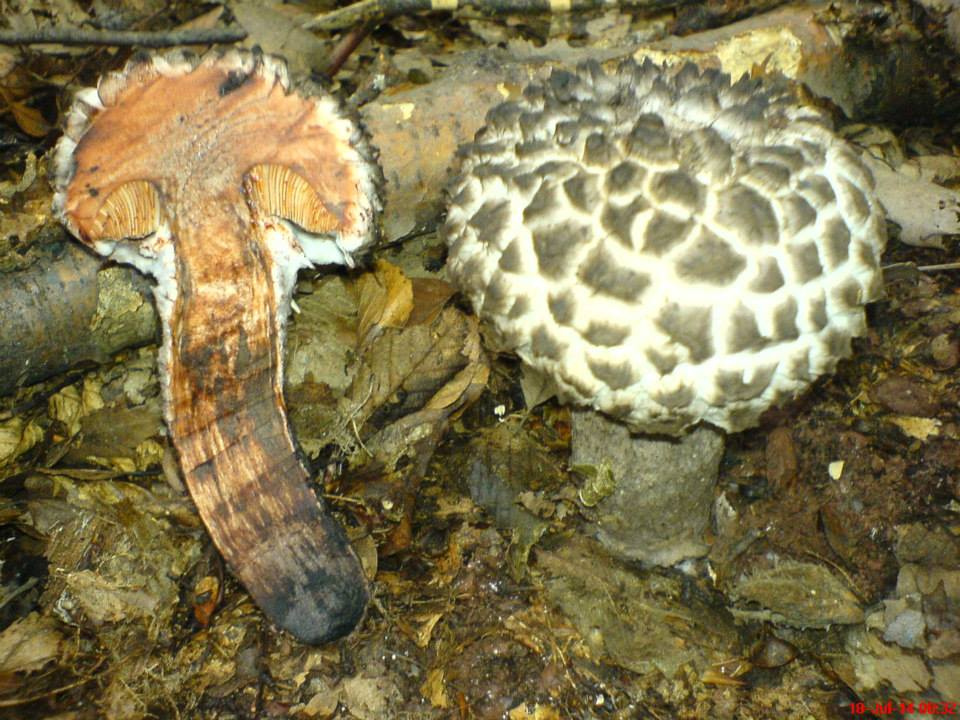
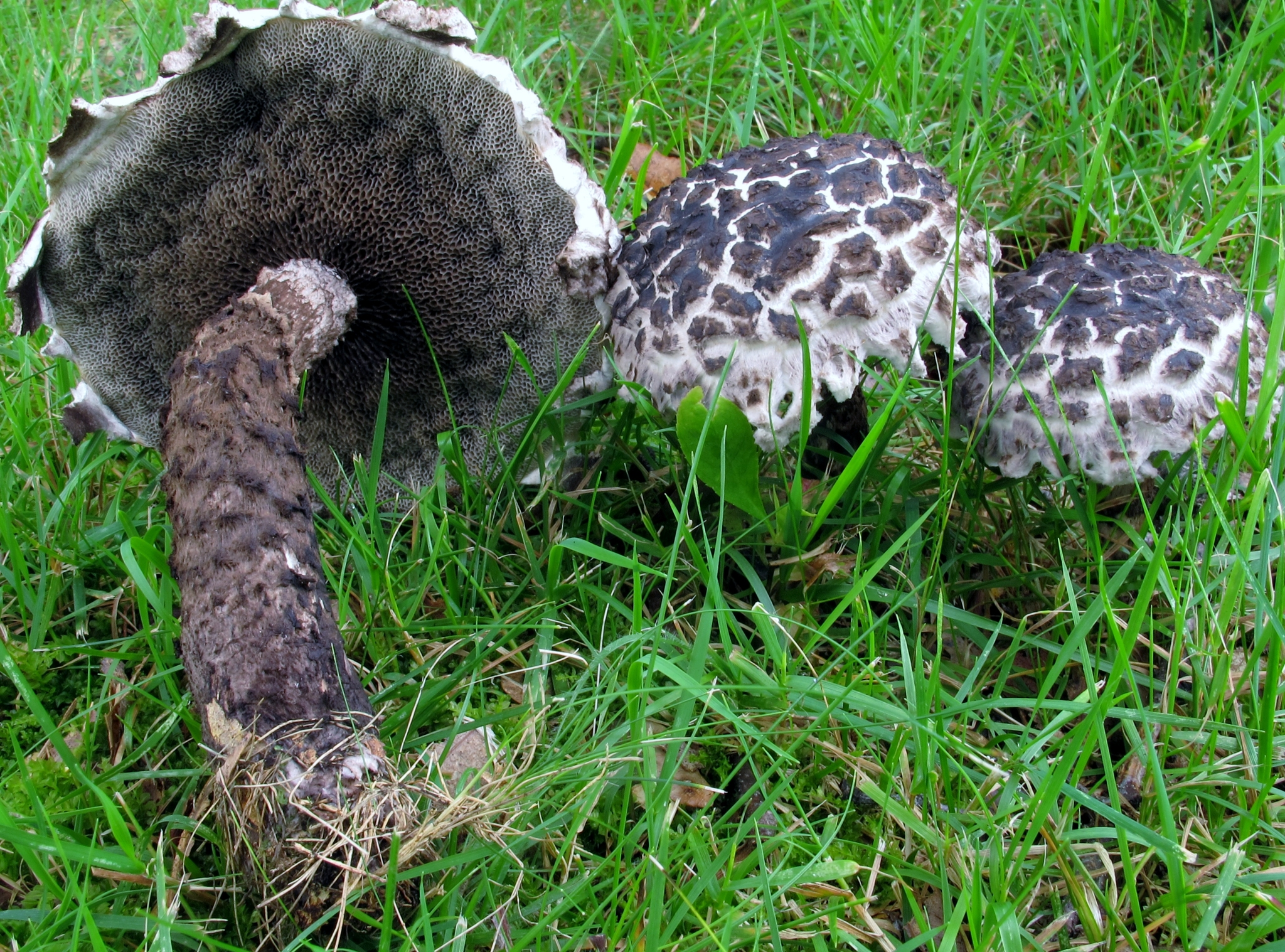

## Habitat et distribution
Le bolet pomme de pin vient à l'automne, sous les hêtres ou parfois les conifères, souvent sur la terre remuée des chemins. Quoique présent sur plusieurs continents, il n'est pas fréquent et généralement solitaire. C'est une espèce plutôt montagnarde. C'est le seul représentant du genre Strobilomyces en Europe.

## Comestibilité
C'est un comestible moyen à médiocre du fait de la fibrosité du pied et de son faible goût. Le chapeau rougit puis noircit à la cuisson et la consistance de sa chair est un peu caoutchouteuse. De par sa rareté, il ne fait l'objet d'aucune consommation traditionnelle ou occasionnelle notable, de sorte qu'il peut être considéré comme sans intérêt alimentaire .

## Espèces proches et confusions possibles
Les autres Strobilomyces sont des espèces tropicales, notamment d'Amérique centrale. De ce fait et vu son aspect original, les risques de confusion sont quasi nuls.